# Soukaphone Vongchiengkham
Soukaphone Vongchiengkham (laot. ສຸກອາພອນ ວົງຈຽງຄໍາ ur. 9 marca 1992 w prowincji Champasak) – laotański piłkarz grający na pozycji pomocnika lub skrzydłowego. Aktualnie zawodnik tajskiego drugoligowego klubu Trat FC. W przeszłości grał głównie w klubach tajskich oraz laotańskich.
W kadrze Laosu zadebiutował 24 października 2010 w starciu z Filipinami. W tym samym meczu zdobył swojego debiutanckiego gola. Obecnie jest kapitanem reprezentacji oraz rekordzistą pod względem liczby występów.